# Elizabeth Bowen
Elizabeth Dorothea Cole Bowen (Dublino, 7 giugno 1899 – Hythe, 22 febbraio 1973) è stata una scrittrice irlandese, di romanzi e racconti.

## Biografia
Elizabeth Bowen nacque a Dublino. In seguito, la Bowen's Court, ossia la residenza di famiglia, venne trasferita nella Contea di Cork, dove Elizabeth trascorse le sue estati. Quando suo padre si ammalò nel 1907, Elizabeth e sua madre si trasferirono in Inghilterra, ad Hythe (Kent). Dopo la morte di sua madre, avvenuta nel 1912, Elizabeth andò a vivere con le sue zie.
Venne educata alla Downe House. Dopo qualche tempo trascorso alla Scuola d'Arte di Londra, Elizabeth decise che il suo talento era la scrittura. Entrò a far parte del "Bloomsbury Group", diventando amica di Rose Macaulay che l'aiutò a trovare un editore per il suo primo libro; Encounters (1923). Nel 1923 sposò Alan Cameron, impiegato nell'amministrazione scolastica che in seguito lavorò per la BBC.
Nel 1930 Elizabeth ereditò la Bowen's Court, ma decise di rimanere in Inghilterra, nonostante visitasse spesso l'Irlanda. Durante la Seconda guerra mondiale lavorò per il Ministero Britannico dell'Informazione riportando le opinioni irlandesi, specialmente per quanto riguardava la neutralità dell'Irlanda.
Nel 1952 suo marito si ritirò in pensione e i due decisero di trasferirsi nella Bowen's Court, dove Alan Cameron morì pochi mesi dopo. Per anni Elizabeth lottò per salvare la casa, insegnando negli Stati Uniti d'America per guadagnare soldi. Nel 1959 la casa venne venduta e demolita.
Elizabeth ricevette un riconoscimento per il suo lavoro, ricevendo due Lauree in Letteratura, una dal Trinity College (1949) e l'altra dall'Università di Oxford (1952). Ricevette inoltre un CBE.
Dopo aver passato alcuni anni senza una fissa dimora, Elizabeth si stabilì ad Hythe, dove morì di cancro nel 1973 all'età di 73 anni. Venne seppellita con suo marito nella chiesa di Farahy nei pressi di dove sorgeva Bowen's Court. Annualmente nella chiesa di Fararhy viene celebrata una commemorazione alla scrittrice.

## Opere

### Romanzi
- The Last September, 1929 (L'ultimo settembre,  trad. di Laura Merlatto, Mondadori, Milano 1948; trad. di Katia Bagnoli, La Tartaruga, Milano 1987, poi Neri Pozza, Vicenza 2011)
- Friends and Relations (1931), (Amici e amanti, trad. di Laura Noulian, La Tartaruga, Milano, 1992)
- To the North, 1932
- The House in Paris, 1935 (La casa di Parigi, trad. di Maria Stella e Serena D'Alisera, Essedue, Verona, 1991; trad. di Alessandra di Luzio, Sonzogno, Venezia, 2015)
- The Death of the Heart, 1938 (con il titolo Crepuscolo, trad. di Beata Della Frattina, Mondadori, Milano 1948; con il titolo La morte del cuore, trad. di Laura Lovisetti Fuà, La Tartaruga, Milano, 1995, poi Neri Pozza, Vicenza, 2012)
- The heat of the day, 1949 (con il titolo L'ora decisiva, Mondadori, Milano, 1956; con il titolo Nel cuore del giorno, trad. di Giovanni Luciani, La Tartaruga, Milano, 1993)
- A World of Love, 1955 (Un mondo d'amore, trad. di Maria Stella e Patrizia Chiarappa, La Tartaruga, Milano, 1994)
- The Little Girls, 1964
- Eva Trout, 1968

### Racconti
- È morta Mabelle, trad. di Rita Barbieri, Essedue, Verona 1986 (antologia di racconti)
- The Demon Lover and Other Stories, 1945 (Spettri del tempo di guerra, trad. di Ottavio Fatica, Theoria, Roma, 1991)
- Giunchiglie e altri racconti, trad. di Rosa Tavelli, L'obliquo, Brescia, 1993

### Biografia
- Victoria Glendinning, Elizabeth Bowen: Portrait of a Writer (1977)

Studi critici
- Hermione Lee, Elizabeth Bowen (1981)
- Phyllis Lassner, Elizabeth Bowen (1990)
- Neil Corcoran, Elizabeth Bowen: The Enforced Return (2004)